# ديبورا جوي وينانز
ديبورا جوي وينانز (بالإنجليزية: Deborah Joy Winans)‏ هي ممثلة أمريكية، ولدت في 6 سبتمبر 1983 في ديترويت في الولايات المتحدة.

## وصلات خارجية
- ديبورا جوي وينانز على موقع IMDb (الإنجليزية)
- ديبورا جوي وينانز على موقع ديسكوغز (الإنجليزية)
- ديبورا جوي وينانز على موقع قاعدة بيانات الفيلم (الإنجليزية)